# Alive and Feeling Fine
Alive and Feeling Fine is het tweede studioalbum van de Belgische DJ en muziekproducent Lost Frequencies. Het album werd uitgebracht op 4 oktober 2019 door Mostiko. Op het album staan onder andere Like I love you en Crazy. De titel van het album is afkomstig van de zin "I’m alive and I’m feeling fine" uit het nummer Sun Is Shining.
Het album bestaat uit twee cd's: de een bevat eigen werk waaronder enkele nieuwe singles, de ander bevat 13 remixes van zijn eigen werk en enkele covers van LSD, Miley Cyrus en Martin Garrix.
Om het album te promoten ging de DJ op wereldtournee. De tournee Live 2019 bezocht verschillende plaatsen in de Verenigde Staten en Europa. In België gaf Felix een uitverkochte show in Vorst Nationaal, Brussel. De producer kreeg een MIA in de categorie 'Beste album'.

## Tracklist
| Nr. | Titel                                | Schrijver(s)                                                                               | Producent(en)                                      | Duur |
| --- | ------------------------------------ | ------------------------------------------------------------------------------------------ | -------------------------------------------------- | ---- |
| 1.  | "Sun is Shining"                     | Felix De Laet, J.J. Grey                                                                   | Felix De Laet                                      | 3:11 |
| 2.  | "Truth Never Lies"                   | Felix De Laet, Aloe Blacc, Michael James Ryan                                              | Felix De Laet                                      | 3:13 |
| 3.  | "Crazy"                              | Felix De Laet, Allan Eshuijs, Jaap de Vries, David Benjamin, G. Koka, Martijn van Sonderen | Felix De Laet, Jaap de Vries, Martijn van Sonderen | 2:32 |
| 4.  | "Beat of My Heart" (ft. Love Harder) | Felix De Laet, William Simister                                                            | Felix De Laet                                      | 3:03 |
| 5.  | "Black & Blue (ft. Mokita)"          | Felix De Laet, John-Luke Carter                                                            |                                                    | 2:44 |
| 6.  | "Recognize (ft. Flynn)"              | Felix De Laet, Darren Flynn                                                                | Felix De Laet                                      | 3:07 |
| 7.  | "Sweet Dreams"                       | Felix De Laet, Audrey Janssens, Andres Algaba                                              | Felix De Laet                                      | 3:08 |
| 8.  | "Like I love you" (ft. NGHBRS)       | Felix De Laet, Hannah Wilson, Griffin Fornell                                              | Felix De Laet                                      | 3:27 |
| 9.  | "Lost Like Us"                       | Felix De Laet, Robert Bergin, Kyla La Grange                                               | Felix De Laet                                      | 4:12 |
| 10. | "Melody" (ft. James Blunt)           | Felix De Laet, James Blunt, Ammar Malik, Steve Mac                                         | Felix De Laet, Steve Mac                           | 2:30 |
| 11. | "Paninaro"                           | Felix De Laet, Neil Tennant, Chris Lowe                                                    | Felix De Laet                                      | 2:40 |
| 12. | "Before Today" (ft. Natalie Slade)   | Felix De Laet, Natalie Slade, Rory Garton Smith                                            | Felix De Laet, Rory Garton Smith                   | 4:59 |
| 13. | "Sient Me" (ft. Calavera & Manya)    | Felix De Laet                                                                              | Felix De Laet                                      | 5:19 |